# Atletismo nos Jogos Pan-Americanos de 2023 - 1500 m masculino
A competição de 1500 metros masculino do atletismo nos Jogos Pan-Americanos de 2023 foi disputada em 2 de novembro no Parque Deportivo Estadio Nacional, em Santiago, no Chile. No total, competiram 12 atletas de 8 Comitês Olímpicos Nacionais (CON).

## Calendário
Horário local (UTC-4).
| Data          | Horário | Fase  |
| ------------- | ------- | ----- |
| 2 de novembro | 18:57   | Final |

## Medalhistas
| Ouro   | CAN Charles Philibert-Thiboutot |
| Prata  | CAN Robert Heppenstall          |
| Bronze | USA Casey Comber                |

## Recordes
Antes desta competição, os recordes mundiais e dos Jogos Pan-Americanos da prova eram os seguintes:
| Tipo                             | Atleta             | Tempo   | Local          | Data                |
| -------------------------------- | ------------------ | ------- | -------------- | ------------------- |
|                                  | Hicham El Guerrouj | 3:26.00 | Roma           | 14 de julho de 1998 |
| Recorde dos Jogos Pan-Americanos | Hudson de Souza    | 3:36.32 | Rio de Janeiro | 25 de julho de 2007 |

## Resultados

### Final
Estes foram os resultados:
| Pos. | Ordem | Atleta                      | Nacionalidade      | Tempo   | Notas                |
| ---- | ----- | --------------------------- | ------------------ | ------- | -------------------- |
| 01 ! | 12    | Charles Philibert-Thiboutot | CAN Canadá         | 3:39.74 |                      |
| 02 ! | 9     | Robert Heppenstall          | CAN Canadá         | 3:39.76 |                      |
| 03 ! | 11    | Casey Comber                | USA Estados Unidos | 3:39.90 |                      |
| 4    | 8     | Robert Napolitano           | PUR Porto Rico     | 3:40.12 |                      |
| 5    | 10    | Kasey Knevelbaard           | USA Estados Unidos | 3:40.31 |                      |
| 6    | 7     | Thiago André                | BRA Brasil         | 3:40.48 |                      |
| 7    | 6     | Diego Lacamoire             | ARG Argentina      | 3:40.67 |                      |
| 8    | 5     | José Zabala                 | ARG Argentina      | 3:41.49 |                      |
| 9    | 2     | Fernando Daniel Martinez    | MEX México         | 3:41.77 | Recorde da temporada |
| 10   | 4     | Guilherme Kurtz             | BRA Brasil         | 3:42.50 |                      |
| 11   | 1     | Diego Uribe                 | CHI Chile          | 3:45.56 |                      |
| 12   | 3     | Dage Minors                 | BER Bermudas       | 3:57.76 |                      |

Legenda
| Recorde mundial                  | Recorde mundial (World record)               |                       | Recorde africano                      | Recorde africano (African) |                                           | Q | Classificado por posição (Qualified) |
| Recorde dos Jogos Pan-Americanos | Recorde pan-americano (Pan-American record)  | Recorde da América    | Recorde da América (Americas)         | q                          | Classificado por melhor tempo (Qualified) |   |                                      |
| Melhor marca do ano              | Melhor marca do ano (World leading)          | Recorde asiático      | Recorde asiático (Asian)              | DNS                        | Não largou (Did not start)                |   |                                      |
| Recorde nacional                 | Recorde nacional (National record)           | Recorde europeu       | Recorde europeu (European)            | DNF                        | Não terminou (Did not finish)             |   |                                      |
| Recorde pessoal                  | Recorde pessoal do atleta (Personal best)    | Recorde da Oceania    | Recorde da Oceania (Oceania)          | DSQ / DQ                   | Desclassificado (Disqualified)            |   |                                      |
| Recorde da temporada             | Recorde da temporada do atleta (Season best) | Recorde sul-americano | Recorde sul-americano (South America) | NM                         | Sem marca (No mark)                       |   |                                      |